# Werner Desimpelaere

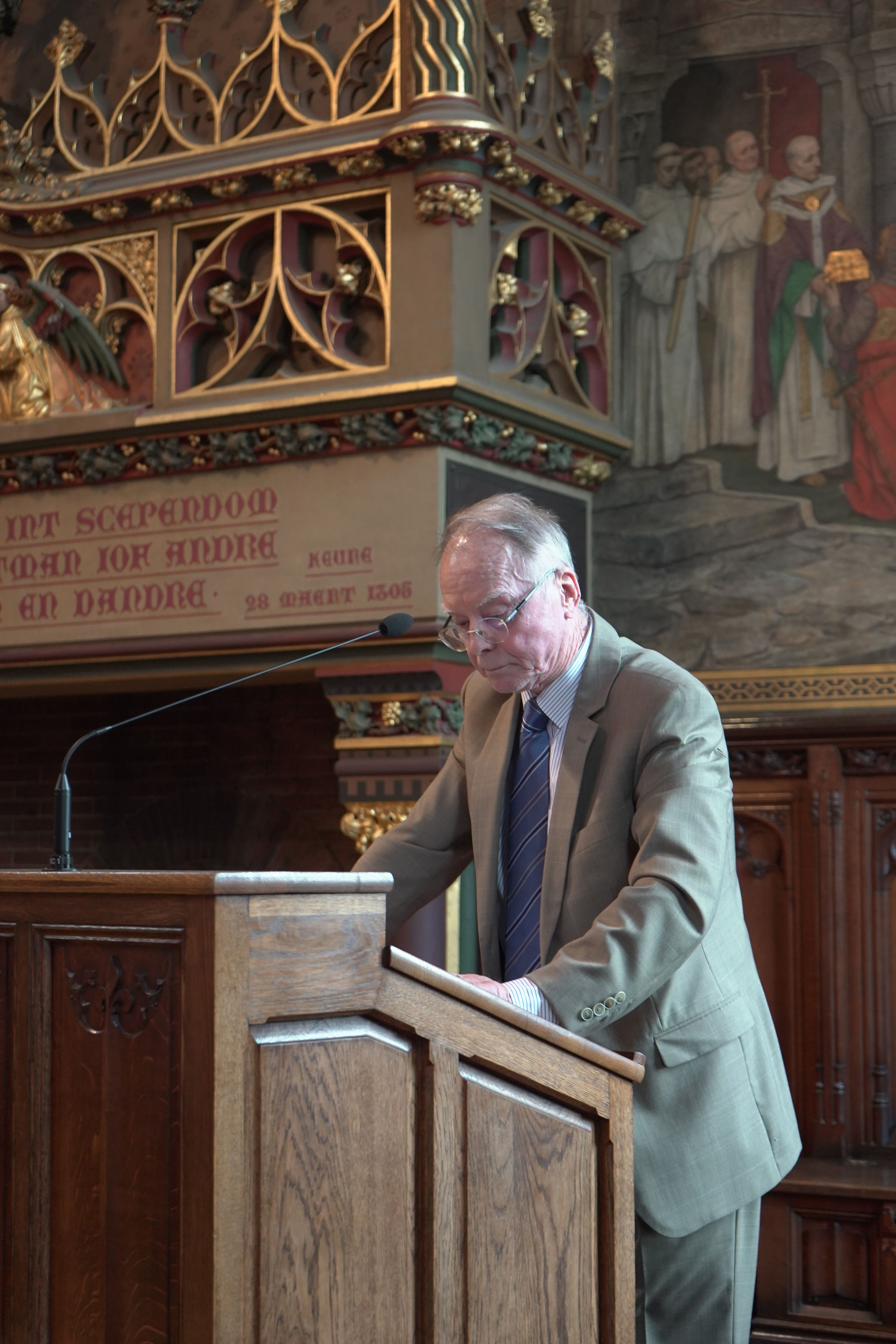
Werner Desimpelaere, spreker in de Gotische Zaal van het stadhuis in Brugge op 14 april 2025.

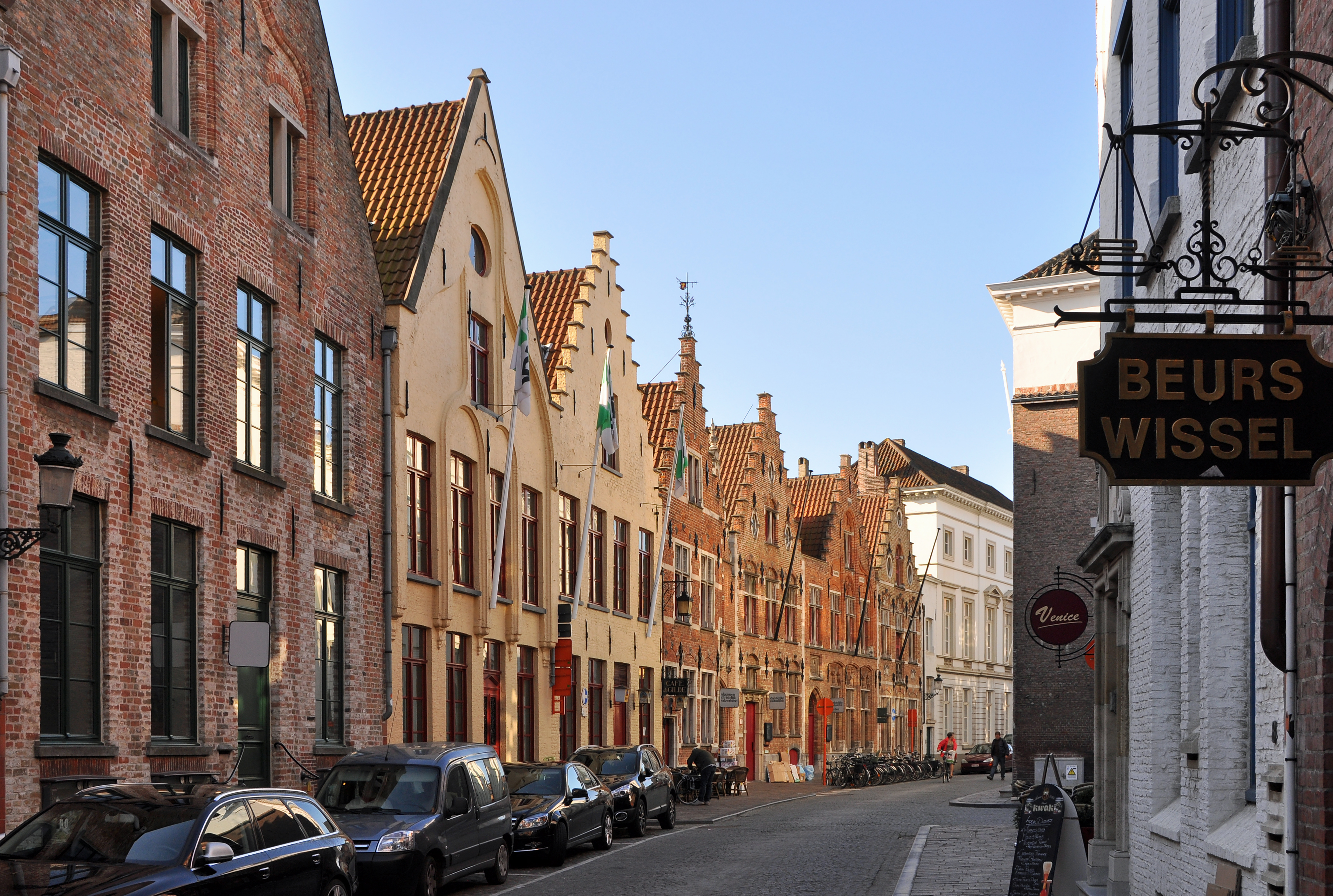
De gevels in de Oude Burg van het complex 'Gilde der Ambachten'

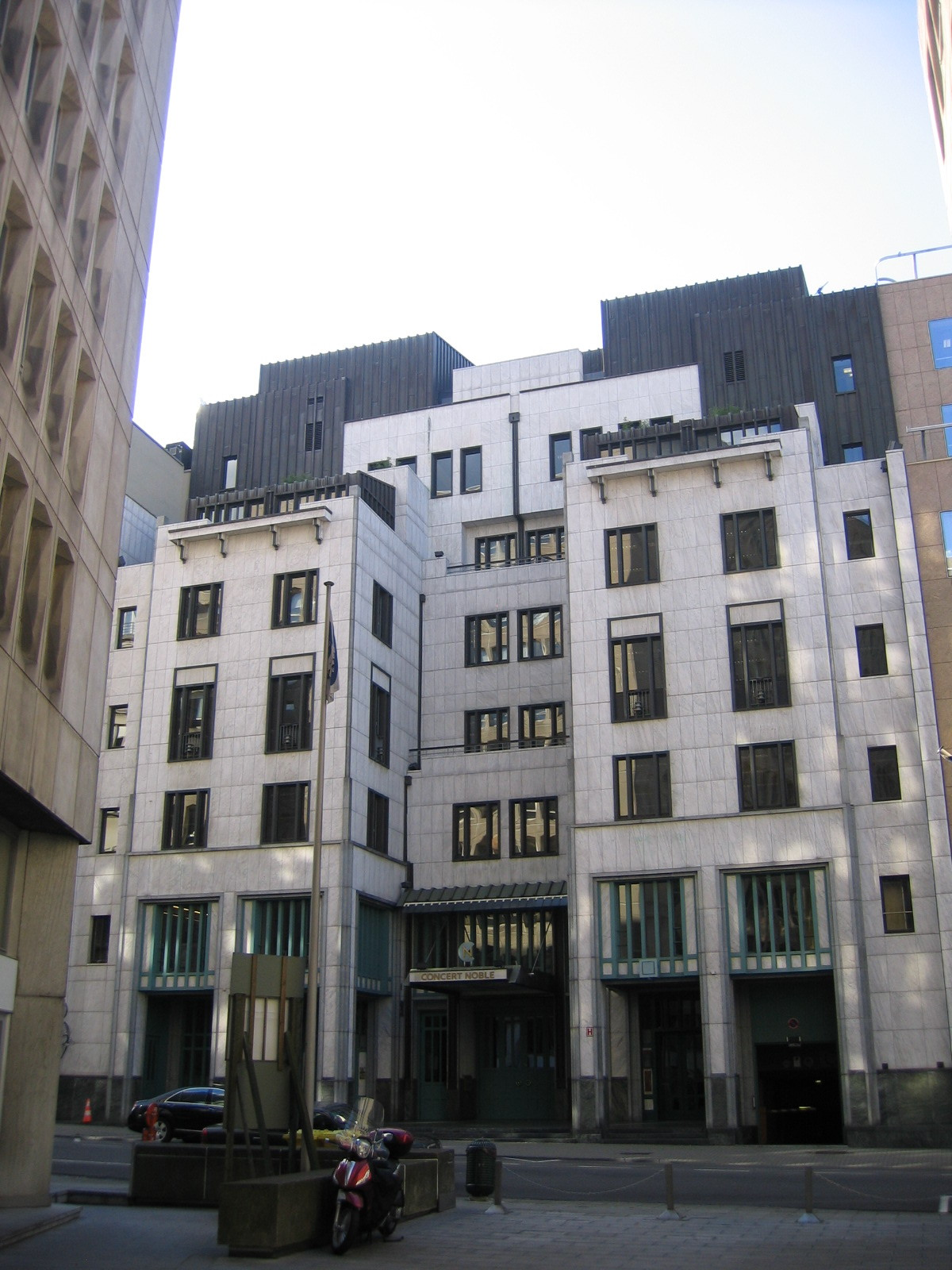
De nieuwbouw voor de Belgische Boerenbond in Brussel, met binnen op het gelijkvloers de 'Concert Noble'

Werner Desimpelaere (Roeselare, 1 augustus 1942) is een Belgisch architect en stedenbouwkundige.

## Levensloop
Desimpelaere studeerde af in 1966 aan het Hoger Instituut Sint Lucas in Gent, als architect en stedenbouwkundige. Hij werd medewerker van het ontwerpbureau Groep Planning en weldra vennoot. Van 1989 tot 2007 was hij, in opvolging van Jan Tanghe, voorzitter van Groep Planning.

## Architectuur
Desimpelaere was ontwerper, hoofdontwerper of medeontwerper, voor onder meer:

### Restauraties en verbouwingen
- de gebouwen van CM - ACV - ACW - BAC - Vakantiegenoegens, in de Oude Burg, Brugge (1973-1975)
- het Hof van Watervliet in de Oude Burg (1980), Brugge
- het Hof van Beveren in de Nieuwstraat (1990), Brugge
- het Huis de Halleux in de Oude Burg, Brugge
- 'Concert Noble', Brussel (1986)
- Stadhuis Knokke (1990)
- Archief bisdom Brugge, Goezeputstraat (1990)
- Bisschopshuis, Brugge (1987 & 1995)
- Toren Sint-Salvatorskathedraal, Brugge (1996-96)
- Sint-Godelieve-instituut, Brugge (1993-95)
- Engels Klooster, Brugge (1974-76)
- Sint-Caroluskerk, Ruiselede (1985-86)
- Sint-Walburgakerk, Veurne (1996-2010)
- Sint-Katelijnekerk, Brussel (1976-2012)
- Kerkgevel Klein Seminarie, Roeselare (1991-1994)
- Huizenblok Sint-Goriks, Brussel (1980-81)
- Hans Seidel Stiftung, Brussel (1991-93)
- Voormalige DDR-ambassade, Brussel (1996-2000)
- Gemeentehuis, De Haan (1983-1993)
- Pier, Blankenberge (1995-2000)
- Hotel Montanus, Brugge (1995-98)
- Huis Mulle de ter Schuere, Tielt (1993-96)

### Nieuwbouw
- de hoofdzetel van de BAC, Brussel (1984)
- het vakantiecentrum Ter Duinen in Nieuwpoort (1985)
- de katholieke industriële hogeschool, Oostende (1985)
- Rijkswachtkazerne Gent (1990)
- Bisschopshuis, Brugge: kantoor van de bisschop
- 18 dienstencentra van de Christelijke Mutualiteiten in het arrondissement Brugge
- supplementair CM-gebouw Nieuwstraat, Brugge.
- Martin’s Hotel (voormalig Grand Hotel), Brugge (1986-82)
- Sint-Leocollege, Brugge (1975-95)
- Vakantiecentrum Zon en Zee, Westende (1970-1995)
- Vakantiecentrum Ter Helme, Oostduinkerke (1970-1980)
- BACOB-filialen, Beernem en Sint-Pieters 1987-90)
- EGTA-kantoor, Antwerpen (1992-93)
- RSZPPR-kantoren, Brussel (1986-89)
- Rijksbasis en –middelbare school, Gistel 1977-82)
- KTA, De Panne (1992-96)
- Middenschool de Pelichy, Izegem (1984-89)
- Cultureel Centrum, Wemmel (1979-87)

## Stedenbouw

### In België
- Struktuurplan Brugge (1972). Als mede-auteur was het aandeel van Desimpelaere aanzienlijk, als hoofdzakelijke redacteur van de teksten en het leiden van de dagelijkse studieopdrachten.
- Struktuurplan binnenstad Oostende
- Circulatieplannen voor een 25-tal Belgische gemeenten

### In Frankrijk
- Stedenbouwkundige opdrachten voor de gemeente Béthune en omgeving
  - Masterplan voor het verkeer
  - Studie met vormgevende richtlijnen voor de restauratie van het historisch centrum
  - Haalbaarheidsstudies voor stedelijke kwartieren
  - Rehabilitatieproject voor de ‘gemarginaliseerde’ wijk Mont Liébaut
  - Haalbaarheidsstudie voor de industriële site ‘Testut’.
- Gemeente  Gosnay, studie van de rehabilitatie van de Chartreuse Sainte-Marie als basis van een woonuitbreidingsgebied.
- Gemeente Saint-Valery-sur-Somme.
- Gemeente Aulnoye-Aymeries.

### OpdrachtenUNESCO
- 1996: deskundige in het kader van het Werelderfgoed voor de ontwikkeling van Potsdam (Duitsland)
- 1997: deskundige voor de milieuproblemen in de omgeving van het Romeins amfitheater in Trier (Duitsland)
- 2000: deskundige voor de kandidatuur van Mostar (Bosnië-Herzegovina) als Werelderfgoed.
- 2002: deskundige voor de kandidatuur van Bremen (Duitsland) als Werelderfgoed.
- 2003: deskundige voor de evaluatie van het UNESCO erfgoedprogramma in Bosnië-Herzegovina.
- 2004: lid van het wetenschappelijk comité van de Vereniging van Werelderfgoedsteden
- 2006: deskundige voor concrete ontwikkelingen in de omgeving van de historische brug van Mostar (Bosnië-Herzegovina)
- 2007: Lid van de adviesgroep voor het managementplan van de historische stad Jeddah (Saoudie Arabië)
- 2008: deskundige voor de evaluatie van de kandidatuur van Jeddah als Werelderfgoed.
- 2008: deskundige voor de opmaak van een rapport betreffende de ontwikkelingen binnen de Werelderfgoedstad Mostar en zijn omgeving
- 2009: deskundige voor de evaluatie van de kandidatuur van Albi (Frankrijk) als Werelderfgoed.

### OpdrachtenRaad van Europa
- 1991: deskundige voor de rehabilitatieproblemen in Krakau (Polen)
- 1991: deskundige voor de rehabilitatieproblemen in Valencia (Spanje)
- 1991: deskundige voor de rehabilitatieproblemen in Orange (Frankrijk)
- 1995: projektleider voor de herwaardering van het Fort van Trvda in Osijek (Kroatië)
- 1996: lid van het College van deskundigen betreffende het Erfgoed
- 1996: projektleider voor het herstel van het beschadigde erfgoed in Bosnië-Herzegovina (voormalig Joegoslavië)
- 1997: deskundige voor het historisch centrum van Carcassonne (Frankrijk)
- 1997: deskundige voor het historisch centrum van Lissabon (Portugal)
- 1999: deskundige voor het historisch centrum van Riga (Letland), Werelderfgoed
- 2000: lid van de 'ad hoc' groep van de Raad van Europa over de rehabilitatie van woningen in historische centra als een factor van economische ontwikkeling en sociale cohesie
- 2000: deskundige voor Stanjel in de regio Karst (Slovenië)
- 2004: deskundige voor de ontwikkeling van het historisch centrum van Leon (Spanje)
- 2006: deskundige in herwaardering van historische steden, aangesteld door de Raad van Europa voor een seminarie in Belgrado (Servië), gewijd aan de problemen in Zuidoost-Europa.

### OpdrachtenVlaamse regering
Opdrachten van de Vlaamse regering binnen het bilateraal programma Vlaanderen-Centraal Europa
- 1997: opmaken van een regionaal plan voor de Baai van Tallinn-Viimsi (Estland) -
- 1998: opmaken van een rehabilitatieprogramma voor Buda, 1ste district, historisch onderdeel van Boedapest, Werelderfgoed.
- 1999: opmaken van een rehabilitatieplan voor Cluj-Napoca (Roemenië)
- 1999: opmaken van een rehabilitatieplan voor Sibiu (voormalige Hermannstadt), in Transsylvanië (Roemenië)

### Andere opdrachten
- 2001: deskundige voor rehabilitatieprogramma's in Macedonië, in opdracht van de Koning Boudewijnstichting
- 2005: deskundige voor het wedstrijdprogramma voor de heropbouw van de Nationale Bibliotheek in Beiroet (Libanon)
- 2005: deskundige voor het verkeersplan van Les Sables d'Olonne (Frankrijk).
- 2006: consultant voor ARTOISCOM (Communauté d'Artois) voor het opmaken van een samenwerkingsprogramma met Transsylvanië (Roemenië)
- 2006: jurylid voor de internationale architectuurwedstrijd betreffende het Europaplein in Sint-Petersburg (Rusland).
- 2007: organisator van een internationale jury voor de beoordeling van een ontwerp voor een vijfsterrenhotel in het historische centrum van Riga (Nationale raad voor monumenten en landschappen in Letland)
- 2009: zaakgelastigde voor AEERPA, Europese vereniging van restauratieondernemingen. Opdrachten in Roemenië, Macedonië en Kosovo.

## Forum Jan Tanghe
In 1989 stichtte Werner Desimpelaere het Forum Jan Tanghe, vereniging met als doel het inrichten van activiteiten (spreekbeurten, tentoonstellingen, debatten) met een opvoedkundige en culturele waarde, bedoeld voor het uitdragen en continueren van het filosofisch, architecturaal, vormgevend en stedenbouwkundig ideeëngoed van professor Tanghe.
In december 2008 werd de vereniging vrijwillig ontbonden.

## Publicaties
Werner Desimpelaere was auteur of co-auteur van:
- Stad Brugge, Struktuurplan voor de historische binnenstad, Brugge, 1976
- Group Planning Partnership. Vision and reality, 1986
- Struktuurplanning te Oostende. Herwaardering van de badstad, 1988
- Belgacom, project Hoogstraat Brugge, feasibility studie (2 delen), 1995
- Verweven als leidraad, 1966-1996, 1997
- Tisser l'espace, 1966-1996, 1997
- Stad Brugge. Introductiedossier voor de erkenning als Werelderfgoed, 1998